# 安重根义士纪念馆 (哈尔滨)

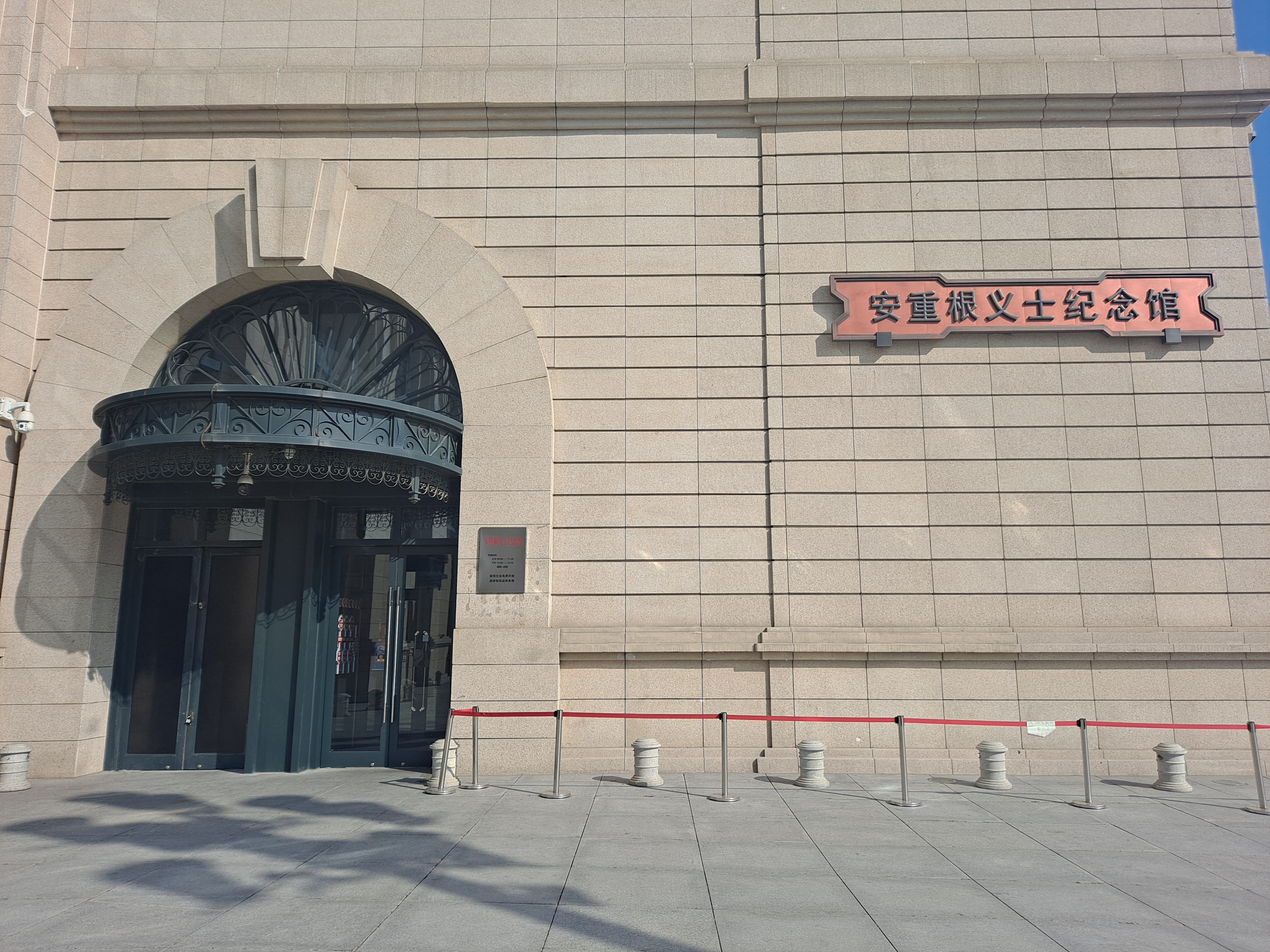
安重根义士纪念馆

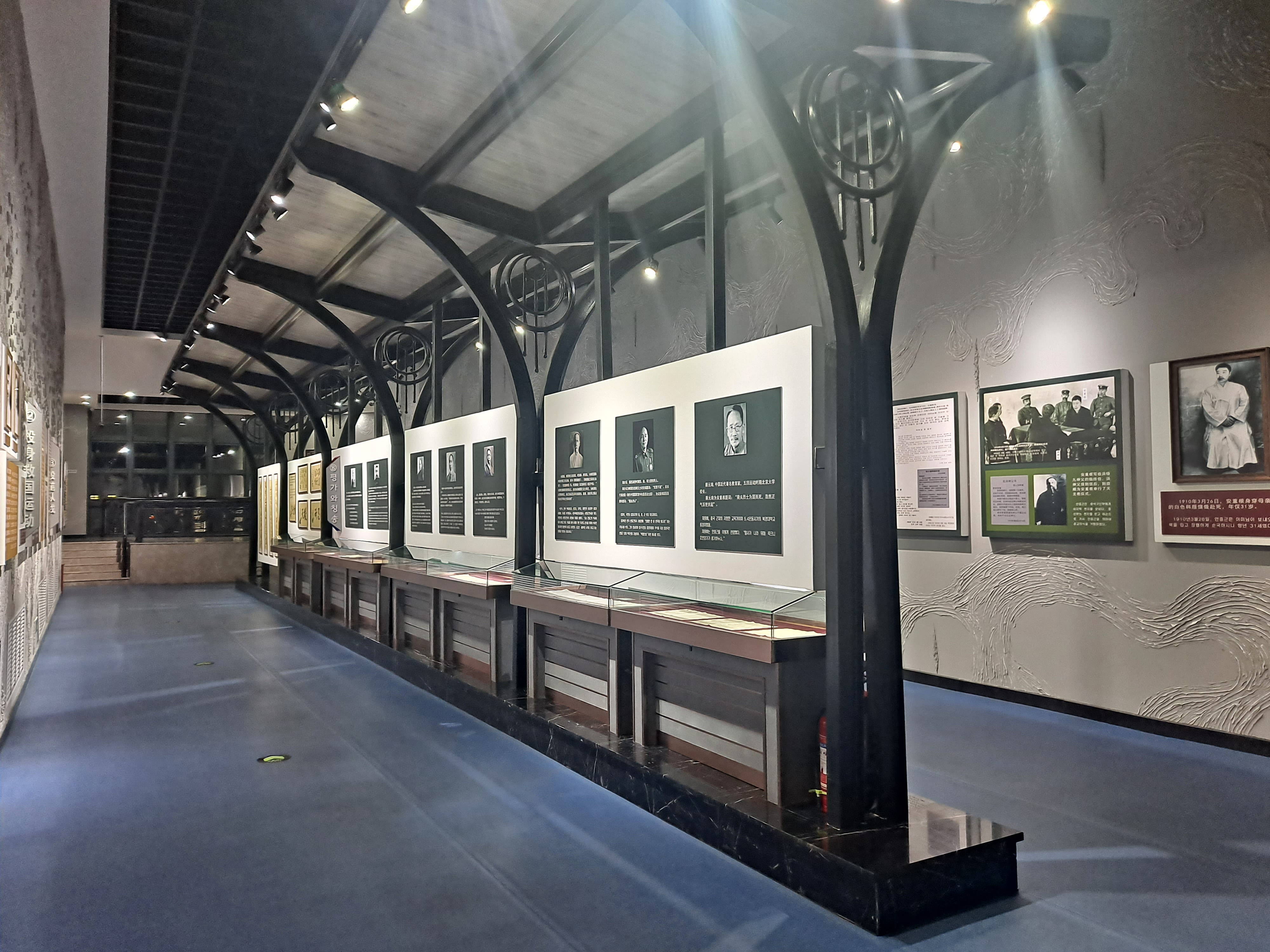
安重根义士纪念馆内部

安重根义士纪念馆，位于中国黑龙江省哈尔滨市哈尔滨火车站，为纪念於1909年在该站刺杀日本韓國統監伊藤博文的大韩民族义士安重根而建。

## 历史
1909年刺杀事件发生后，日本在哈尔滨站第一站台旧地下通道南口约5米，即当年安重根击毙伊藤博文处，设立一铜制标识，上面书有 “伊藤公遇难之地”。并且还在第一站台候车室的墙边立有一尊伊藤博文胸像。这些纪念物均在第二次世界大战日本投降后被拆除。
2006年7月，中國哈爾濱市道裡區安升街85號的朝鮮民族藝術館新馆建成开馆，馆内一层新设“安重根义士纪念展”。2008年10月6日，安重根义士展室（之前的安重根义士纪念展）重新开馆，这是韩国独立纪念馆使用韩国国家报勋处赞助的1亿韩圆进行翻修后的结果。此次该展室迁至朝鲜民族艺术馆二层，并增加展品。由哈尔滨市负责内部装修，韩国独立纪念馆负责展览及展品制作。该展室通过90多张照片和8份遗墨等110余件史料，按照安重根的生平、韩国国内救国运动、国外义兵活动等重新布展，并将安重根在哈尔滨逗留11天的情况按日制成资料。
2006年，与上述安重根义士纪念展同时设立的还有哈尔滨火车站月台上的事发地标识以及哈尔滨火车站二层的铁路发展历史展览馆内的安重根展览室。哈尔滨火车站在事发的月台的地面上标出两个相距不到五步的标识，其中安重根开枪射击时的位置标识为三角形，伊藤博文中弹后倒向俄国财政大臣科科夫佐夫的地点标识为菱形。但两个标识并无任何说明。哈尔滨火车站二层的铁路发展历史展览馆内，也单独设立了安重根展览室，展示有关图片。
2013年6月29日，韩国总统朴槿惠访华时提及独立运动家安重根义士，称赞他是韩中两国人民共同敬仰的历史人物，希望中方能在安重根击毙伊藤博文的原址哈爾濱火车站树立安重根纪念碑，中华人民共和国主席习近平表示会指示有关部门进行合作。11月19日，中华人民共和国外交部表示将会积极推进该纪念碑的建设，并称“安重根是歷史上著名的抗日義士，在中國也受到尊敬”。同日，日本內閣官房長官菅義偉称日方对此表示强烈不满。随后中方不限于响应韩方提出的树立安重根纪念碑的建议，而是责成哈爾濱市人民政府和哈爾濱鐵路局出資在哈爾濱火車站建立更高规格的安重根义士纪念馆。除此之外，中方還在哈爾濱火車站事发月台清楚地標注了「安重根擊斃伊藤博文事件發生地，1909.10.26.」的字樣。2014年1月19日，中方建立的安重根义士纪念馆在哈爾濱火车站正式开幕。日本方面随即再次向中韩两国表示批评和抗议。但中方称建立纪念馆不是為了挑起外交爭吵，而是希望大家更為珍視和平。中方外交部发言人洪磊声明：“安重根是著名的抗日义士，也受到中国人民的尊敬。中国根据国内相关规定设立纪念设施，完全正当合理，不接受日方所谓的‘抗议’。”
2014年1月19日下午，设在哈尔滨火车站的安重根义士纪念馆举办开馆仪式，黑龙江省人民政府副省长孙尧，哈尔滨市市长宋希斌，哈尔滨市副市长刘奇，中华人民共和国外交部亚洲司，黑龙江省及哈尔滨市外办，哈尔滨铁路局，哈尔滨市文化局负责人出席开馆仪式。该纪念馆包括安重根义士事迹陈列室、安重根击毙伊藤博文地点标识等等，由哈尔滨市人民政府和哈尔滨铁路局出资建成，哈尔滨市有关部门和哈尔滨铁路局管理。该馆免费对外开放。
此次新建的安重根义士纪念馆是由哈尔滨市人民政府有关部门出资，将原来设在朝鲜民族艺术馆的安重根义士展室搬迁至事件发生地、1899年始建的哈尔滨火车站内。该馆由候车室改建而成，外墙复原了100余年前哈尔滨火车站的原貌，安有古铜色大门。纪念馆的一端则安有两扇落地窗，正对着事件发生处的月台，月台上方有“安重根击毙伊藤博文事件发生地”横匾，横匾下方还附有“1909.10.26.”字样，月台上的两个地面标识继续保留。纪念馆中间的一堵墙上，印着一排墨色掌印的书法，为安重根在狱中所作。安重根曾在1909年2月7日切断无名指一关节，发誓“复大韩独立”，断指掌印便是他独有的印章，落款在书法后面。此次扩充的部分史料由香港及海外搜集来。纪念馆外，有和平鸽衔橄榄枝围成象征地球的圆形图案，落款为2014年1月19日，作者是孔令发。
哈尔滨站改扩建期间，该馆曾临时搬迁至朝鲜民族艺术馆，2019年3月30日在哈站南广场复馆。

## 图片

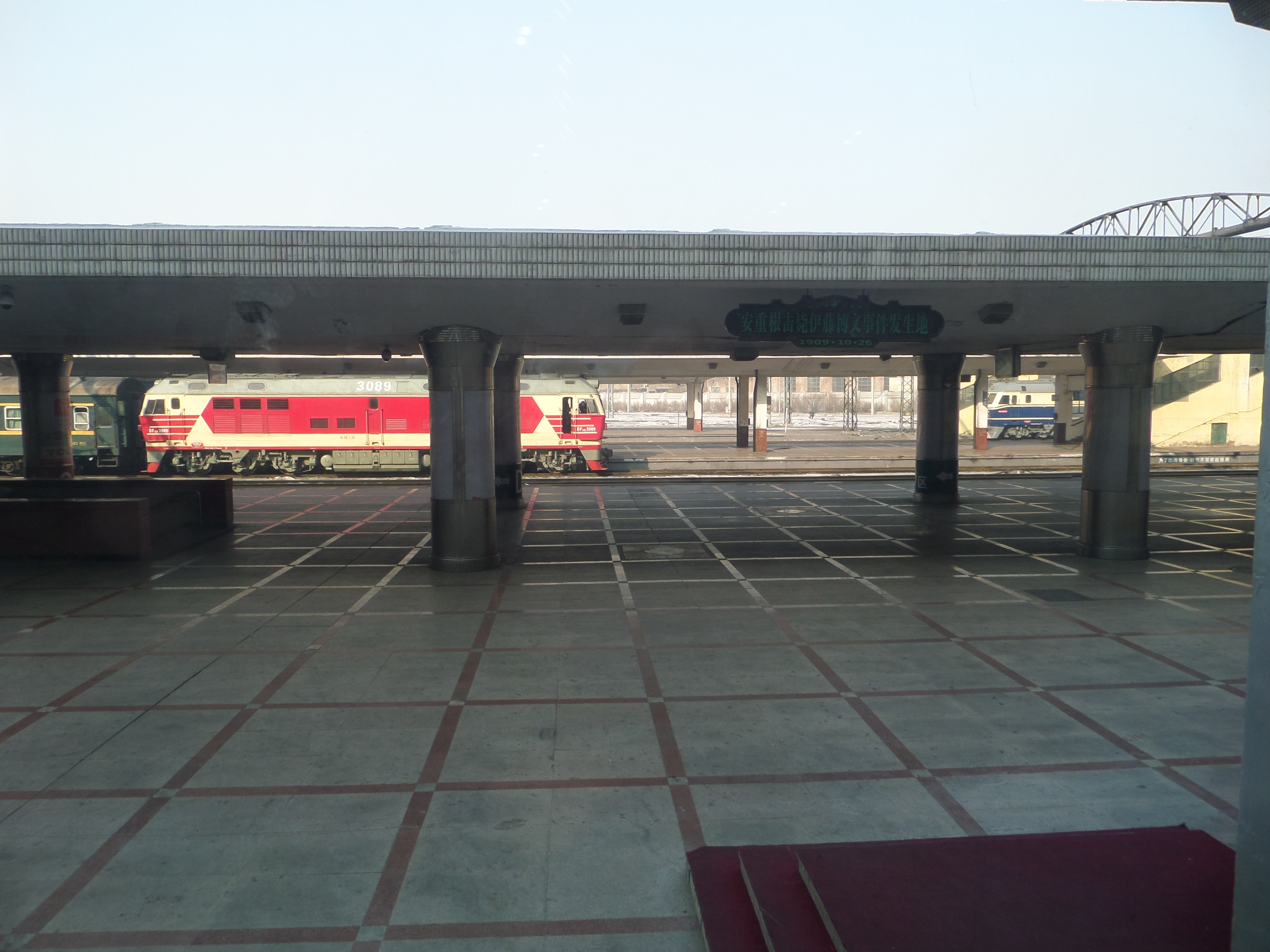
改造前的哈尔滨站月台上的“安重根击毙伊藤博文事件发生地”，地上分别有三角形和菱形标识各一块
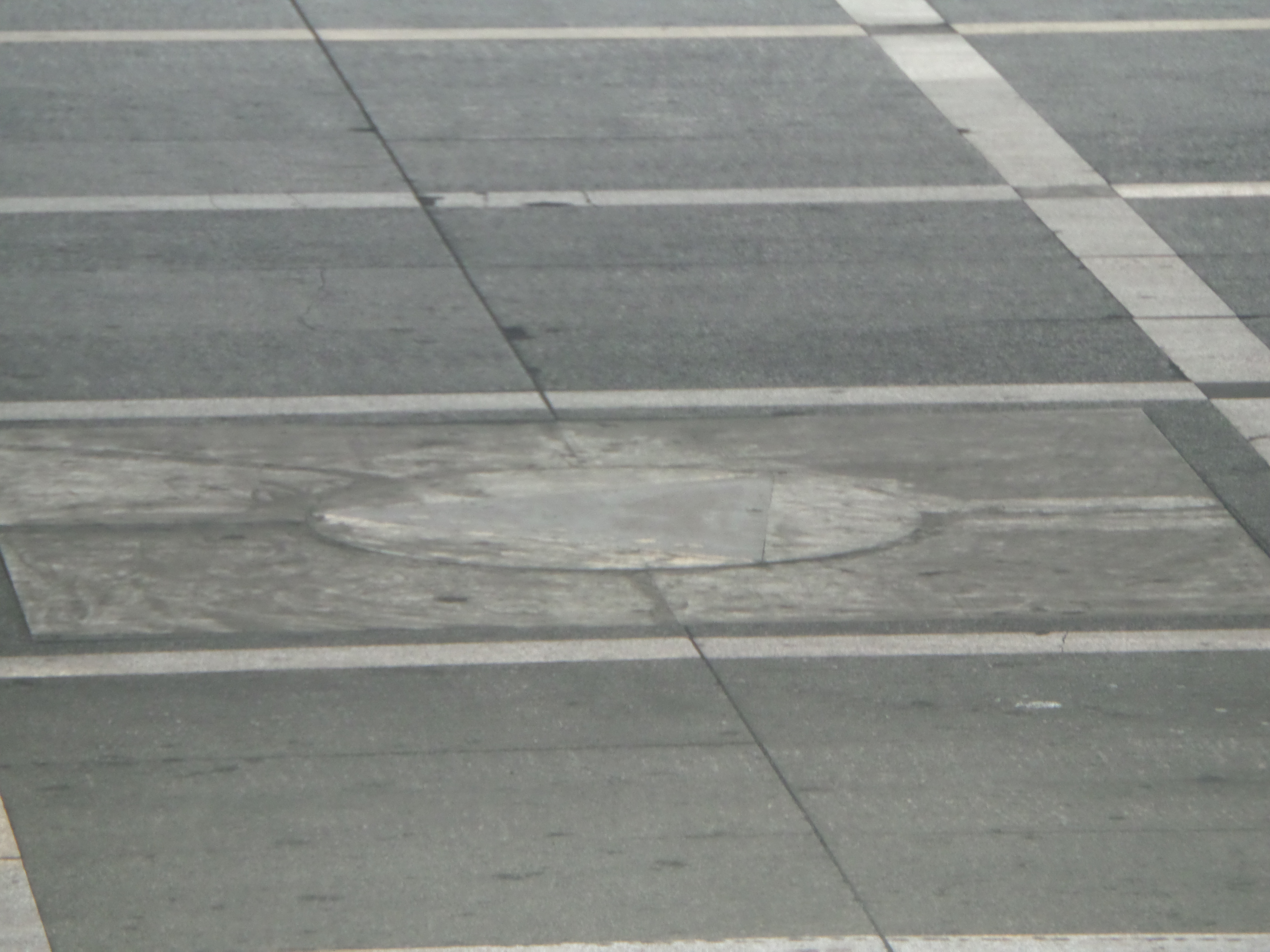
安重根开枪射击时的位置，标识为三角形，一角正对伊藤博文中弹处的菱形标识
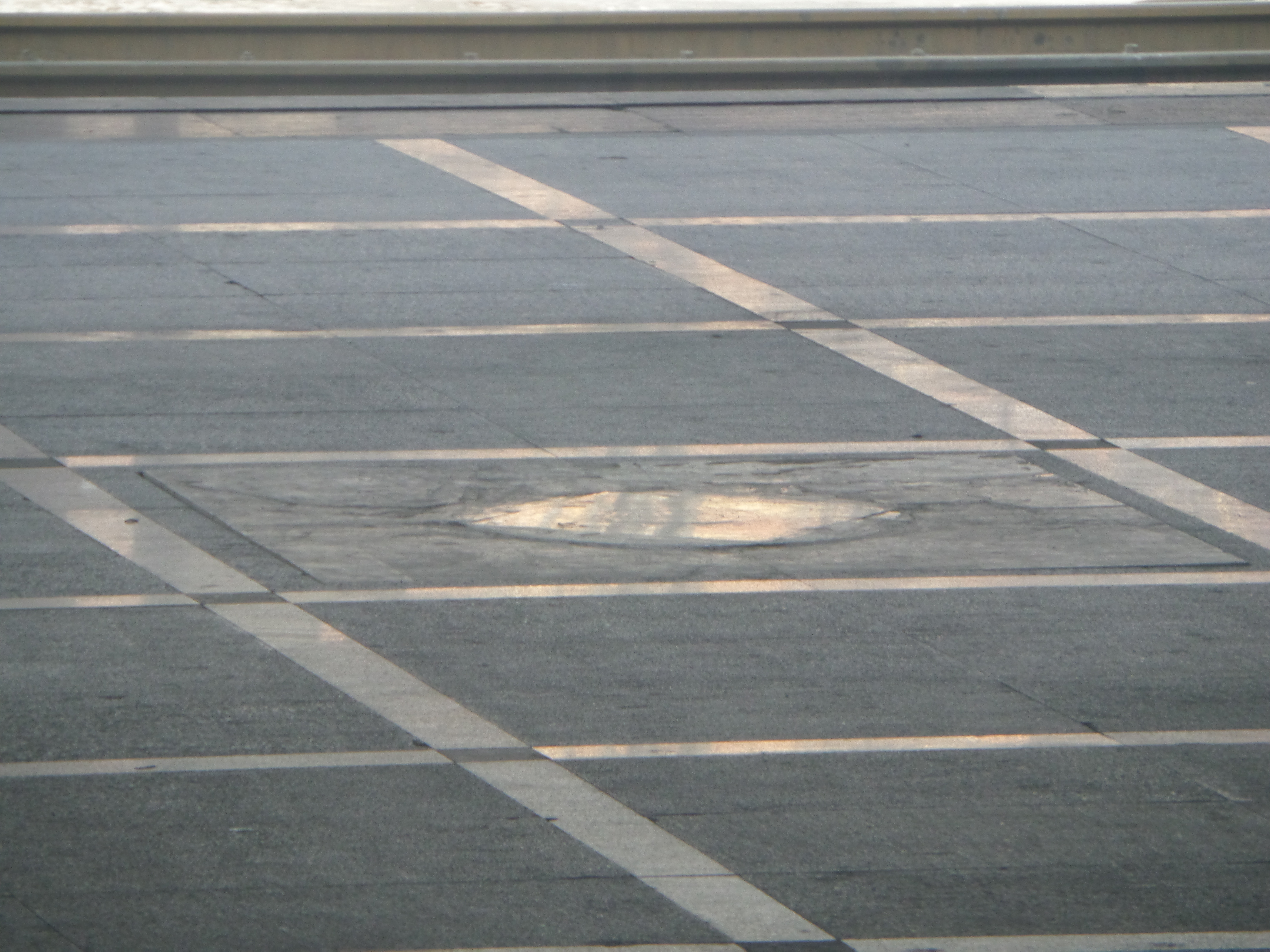
伊藤博文中弹后倒向俄国财政大臣的地点，标识为菱形
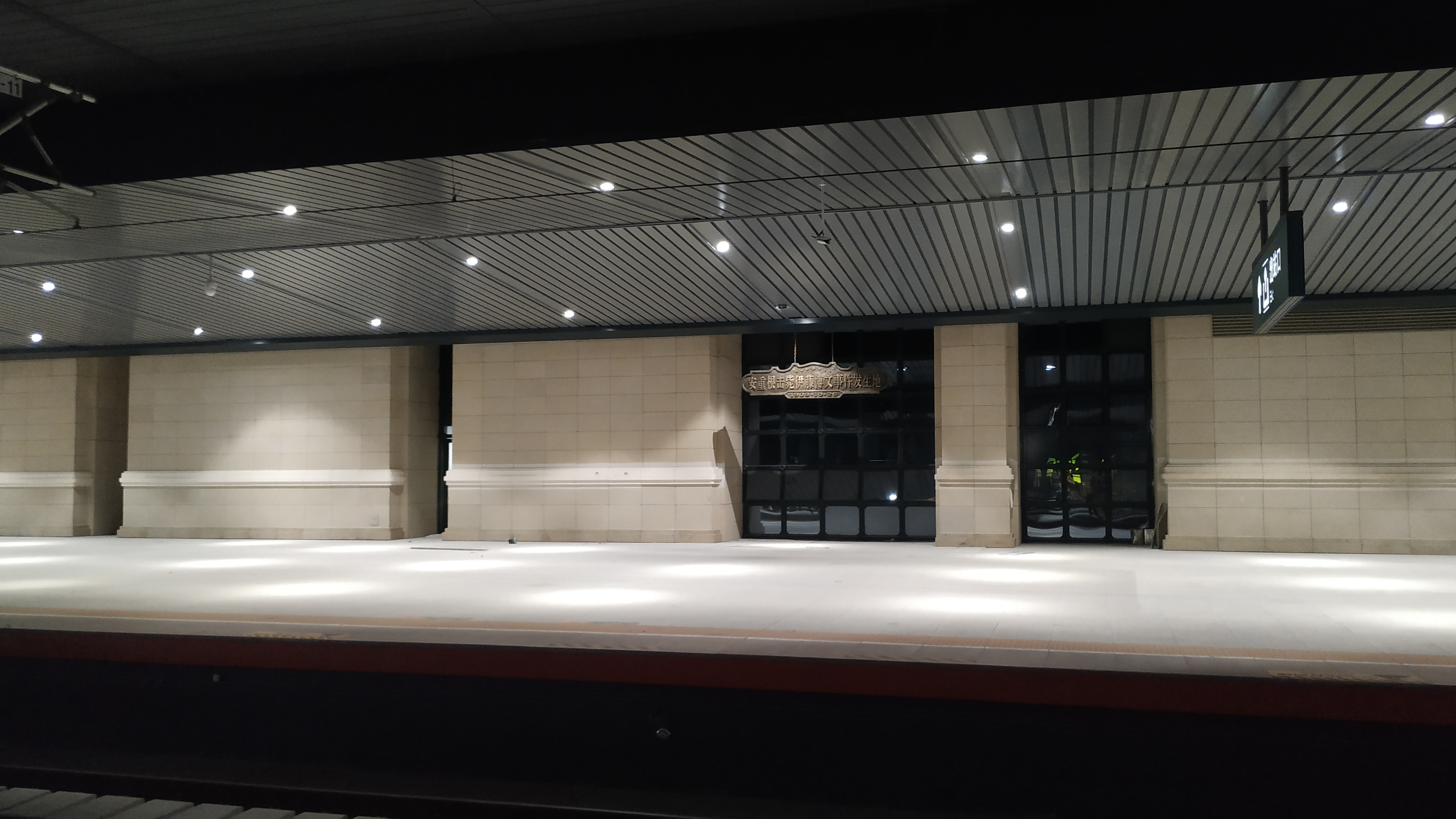
改造后哈尔滨站月台上的“安重根击毙伊藤博文事件发生地”